# Matière céleste
Matière céleste est un recueil de poème de Pierre Jean Jouve, publié en 1937.
- En 1936, Jouve publie deux plaquettes partielles chez GLM, Hélène et Urne (celle-ci avec un dessin de Balthus)
- Elles sont reprises et complétées par trois autres sections (Nada, Matière céleste et Récitatif) dans Matière céleste publié en 1937 chez Gallimard.

- Hélène est souvent considéré comme le sommet de l'œuvre poétique de Jouve : la profusion des images et la virtuosité d'une langue mucicale qui joue à la fois sur la fluidité et sur les ruptures sont mises au service d'une thématique qui lui permet de chanter l'amour de la morte, Hélène.